# Easley Blackwood (componist)
Easley Rutland Blackwood jr. (Indianapolis (Indiana), 21 april 1933 – 22 januari 2023) was een Amerikaans componist, musicoloog en pianist.

## Leven en werk
Blackwood was een zoon van de succesvolle bridgespeler Easley Blackwood sr. (1903-1992) en kreeg al vroeg muziek met de paplepel ingegoten. Het gezin hield van muziek, met name die van Alban Berg en Arnold Schönberg, componisten van de Tweede Weense School. Op zijn vijfde jaar kreeg hij voor het eerst pianolessen, zijn moeder had hem al eerder het notenschrift bijgebracht. Slechts negen jaar oud gaf hij zijn eerste publieke optreden met een pianoconcert van Mozart. Hij kreeg lessen aan de Leschetizky pianoschool, maar vanaf zijn dertiende moest hij het doen zonder verdere begeleiding. Op zijn veertiende speelde hij echter wel de zevende pianosonate van Prokofjev, in 1948 gevolgd door pianosonates van Aaron Copland. Toen concerteerde hij ook met het Indianapolis Symphony Orchestra met een pianoconcert van Tsjaikovski. Blackwood ging mede op aanraden van Copland muziek studeren aan de Universiteit van Indianapolis, waar hij muziek bewerkte van onder anderen Stravinsky en Schönberg. In 1948 bezocht hij een muziekcursus waar Olivier Messiaen werkte en leerde hij dirigeren van Lukas Foss en Leonard Bernstein. Tegelijkertijd zong Blackwood in koren, onder meer in Mahlers tweede symfonie.
In 1948 vloeide een van zijn eerste composities uit zijn pen, een niet gepubliceerd werk voor cello, vol met kwarttoonverdeling. Dit stond onder invloed van het vierde strijkkwartet van Béla Bartók. Deel 2 van het stukje stond in het vierentwintigtoonssysteem. Hij ging verder studeren aan de Yale School of Music en kreeg daar lessen van Paul Hindemith. In 1954 studeerde hij af. Gedurende die studies gaf Blackwood recitals en maakte zich het oeuvre van Charles Ives eigen. In aanvulling daarop probeerde hij de altviool onder de knie te krijgen (zie zijn opus 1). In 1954 vertrok hij naar Parijs, waar hij lessen volgde bij de alomtegenwoordige Nadia Boulanger. Na drie jaar keerde hij terug en ging lesgeven. Op voorspraak van Walter Piston gaf hij lessen aan de Universiteit van Chicago. De aanstelling liep uit op een hoogleraarschap. Daarna volgden nog vele functies in de muziekwereld.
Blakcwood componeerde allerlei stukken in afwijkende toonladdersystemen, waaronder een bijna standaardwerk: Twelve Microtonal Etudes for Electronic Music Media. Hij beschouwde het als zijn Das Wohltemperierte Klavier. Daarna verschenen werken in het dertien-, vijftien- en negentientoonssysteem. In andere werken, zoals zijn symfonieën en concerten, beoefende hij een behoudender stijl.
Blackwood overleed op 89-jarige leeftijd.

## Trivia
Blackwood was in 1996 jurylid tijdens een steelbandwedstrijd in Trinidad en Tobago, waar hij constateerde dat steelbands niet geschikt waren voor microtonaliteit. 

## Oeuvre
Opuslijst
- Opus 1: Sonate voor altviool en piano nr. 1 (1953) [1. Adagio quasi sensa misura ma non troppo rubato, 2. Allegro molto, 3. Andante tranquillo - Allegro molto e meccanico] (Charles Pikler (altviool) en de componist (piano) - Cedille Records CDR 90000 081)
- Opus 2: Kamersymfonie voor veertien blazers (1954) [1. Sonata; 2. Romanza; 3. Toccata]
- Opus 3: Symfonie nr. 1 (1955) (première 19 april, Boston Symphony Orchestra) [1. Andante Maestoso-Non troppo allegro ma con spirito; 2. Andante comodo; 3. Allegretto grotesco; 4. Andante sostenuto] (Boston Symphony Orchestra o.l.v. Charles Munch - Cedille Records CDR 90000 016)
- Opus 4: Strijkkwartet nr. 1 (1957) [1. Largo; 2. Andante con moto; 3. Presto con fuoco] (Pacifica Quartet - Cedille Records CDR 90000 050)
- Opus 5: Concertino voor vijf muziekinstrumenten (fluit, hobo, viool, altviool en cello) (1960)
- Opus 6: Strijkkwartet nr. 2 (1959) [1. Moderato; 2. Prestissimo; 3. Molto lento] (Pacifica Quartet - Cedille Records CDR 90000 050)
- Opus 7: Sonate voor viool en piano nr. 1 (1960) (Louis Krassner en componist) (Charles Pikler (altviool) en de componist (piano) - Cedille Records CDR 90000 081)
- Opus 8: Sonate voor cello en piano
- Opus 9: Symfonie nr. 2 (Cleveland Orchestra, George Szell)
- Opus 10: Chaconne voor carillon (1961)
- Opus 11:
- Opus 12:
- Opus 13:Sonate voor fluit en klavecimbel (1962)
- Opus 14:
- Opus 15
- Opus 16: Drie korte fantasieën (1965)
- Opus 17:
- Opus 18:
- Opus 19:
- Opus 20: Un voyage a Cythere (voor sopraan en tien instrumenten)(1966)
- Opus 21: Vioocolconcert (1967)
- Opus 22: Pianotrio (1968) [1. Allegro moderato, 2. Vivace, 3. Largo - Allegro] (Charles Pikler (viool), Gary Stucka (cello) en de componist (piano) - Cedille Records CDR 90000 081)
- Opus 23: Concerto voor fluit en strijkorkest (1968)
- Opus 24: Pianoconcert  (1970) (CSO o.l.v. Gunther Schuller) (1970)
- Opus 25: Four Letter Scenes from Gulliver (1972) (opera) met gebruik van synthesizer voor 12, 15. 16 en 23 notensysteem
- Opus 26:
- Opus 27: Symfonie nr. 4 (1977)
- Opus 28: Twaalf microtonale etudes voor elektronisch instrumentarium (1980) [1. 16 notes: Andantino; 2. 18 notes: Allegro volando; 3. 21 notes: Suite in four mvts.; 4. 23 notes: Allegro moderato; 5. 13 notes: Sostenuto; 6. 15 notes: Lento; 7. 17 notes: Con moto; 8. 22 notes: Andante ma non troppo; 9. 24 notes: Moderato; 10. 14 notes: Allegramente; 11. 20 notes: Comodo; 12. 19 notes: Allegro moderato] (de componist, polyfusion synthesizer - Cedille Records CDR 90000 018)
- Opus 28a: Fanfare in 19-note Equal Tuning (1980) (de componist, polyfusion synthesizer - Cedille Records CDR 90000 018)
- Opus 29: Sonate voor gitaar (1986)
- Opus 30: Vijf concertetudes voor piano (1984) [1. gis-mineur: Allegro assai; 2. E-majeur: Allegretto con moto; 3. b-mineur: Grave; 4. es-mineur: Allegro capriccioso; 5. A-majeur: Alla toccata] (de componist - Cedille Records CDR 90000 038)
- Opus 31: Sonate voor cello en piano (1992) [1. Grave - Allegro moderato; 2. Lento e mesto; 3. Scherzo. Molto allegro; 4. Finale. Allegro] (Kim Scholes (cello) de componist (piano) - Cedille Records CDR 90000 008)
- Opus 32:
- Opus 33: Suite voor gitaar in 15-Note Equal [1. Prelude (Allegro); 2. Sarabande (Andante); 3. Gavotte (Tempo di gavotta); 4. Gigue (Vivo)] (Jeffrey Kust (gitaar) - Cedille Records CDR 90000 018)
- Opus 34: Symfonie nr. 5 (1992)  [1. Allegro inquieto; 2. Molto adagio; 3. Allegro vivo] (Chicago Symphony Orchestra o.l.v. James DePreist - Cedille Records CDR 90000 016)
- Opus 35: Rondo caprice voor fluit en gitaar (1992) (Mary Stolper (fluit) en Denis Azabagic (gitaar) - Cedille Records CDR 90000 071)
- Opus 36: Zeven bagatelles voor piano (1993) [1. A-majeur: Veloce e leggerissimo; 2. g-mineur: Andante comodo; 3. C-majeur: Allegro con brio; 4. d-mineur: Andante comodo; 5. c-mineur: Con anima; 6. As-majeur: Un poco adagio; 7. F-majeur, Vivace] (de componist - Cedille Records CDR 90000 038)
- Opus 37: Sonate voor klarinet in A (a-mineur) en piano (John Bruce Yeh (klarinet in A) en de componist (piano) - Cedille Records CDR 90000 022)
- Opus 38: Sonatine voor (piccolo-)klarinet in Es en piano ((F-majeur) (John Bruce Yeh (klarinet in Es) en de componist (piano) - Cedille Records CDR 90000 022)
- Opus 39:
- Opus 40: Sonate voor piano (fis-mineur) (1996) [1. Un poco allegro, 2. Scherzo-Chorale-Scherzo, 3. Largo-Molto allegro-Largo, 4. Allegro risoluto] (de componist - Cedille Records CDR 90000 038)
- Opus 41: twee nocturnes voor piano (C-majeur en a-mineur) (1996) (de componist - Cedille Records CDR 90000 038)
- Opus 42: Strijkkwartet nr. 3 (1998) [1. Allegro moderato; 2. Vivace; 3. Adagio sostenuto; 4. Allegro deciso] (Pacifica Quartet - Cedille Records CDR 90000 050)
- Opus 43: Tweede sonate voor altviool (2001) [1. Andantino con moto, 2. Allegro capriccioso, 3. Vivace, 4. Adagio, 5. Allegro deciso] (Charles Pikler (altviool) - Cedille Records CDR 90000 081)
- Opus 44: A King James Magnificat
- Opus 45: Sonate voor trompet en piano (2008)

Zonder opusnummer
- 1948: Ten Experimental Pieces in Rhythm and Harmony (de componist (piano) - Cedille Records CDR 90000 027)
- 1960: Fantasie voor cello en piano
- 1964: Concert voor klarinet en orkest (Sherwood Friedman,  Cincinnati Symphony Orchestra, Max Rudolph)
- 1965: Symphonic Fantasy (Indianapolis Symphony Orchestra)
- 1965: Symfonische beweging voor orgel
- 1966: Concert voor hobo en orkest
- 1996: Festival ouverture voor steelband(?)

## Publicaties
- The Structure of Recognizable Diatonic Tunings, 1986.

- Bibliothèque nationale de France: cb14850719g (data)
- CiNii: DA15003851
- Gemeinsame Normdatei: 1021201928
- International Standard Name Identifier: 0000 0001 1628 9564
- Library of Congress Control Number: n83162695
- Nationale Bibliotheek van Letland: 000288001
- MusicBrainz: 090248ec-5c0f-4599-8061-9f0ec4f81322
- Nationale bibliotheek van Australië: 35240412
- Nationale Bibliotheek van Israël: 987007276279305171
- Nederlandse Thesaurus van Auteursnamen: 304432776
- Virtual International Authority File: 42108930
- WorldCat: E39PBJfRGvY4DJKwxtb7k3bmVC